# 2425 Shenzhen
2425 Shenzhen è un asteroide della fascia principale. Scoperto nel 1975, presenta un'orbita caratterizzata da un semiasse maggiore pari a 2,9998938 UA e da un'eccentricità di 0,0984778, inclinata di 10,87422° rispetto all'eclittica.